# Віковий дуб (Стрий)
Вікови́й дуб — ботанічна пам'ятка природи місцевого значення в Україні. Розташована в місті Стрий Львівської області, на вулиці І. Мазепи, 4.
Площа 0,05 га. Статус надано 1984 року. Перебуває у віданні Стрийського міськкомунгоспу.
Статус надано з метою збереження вікового дуба.

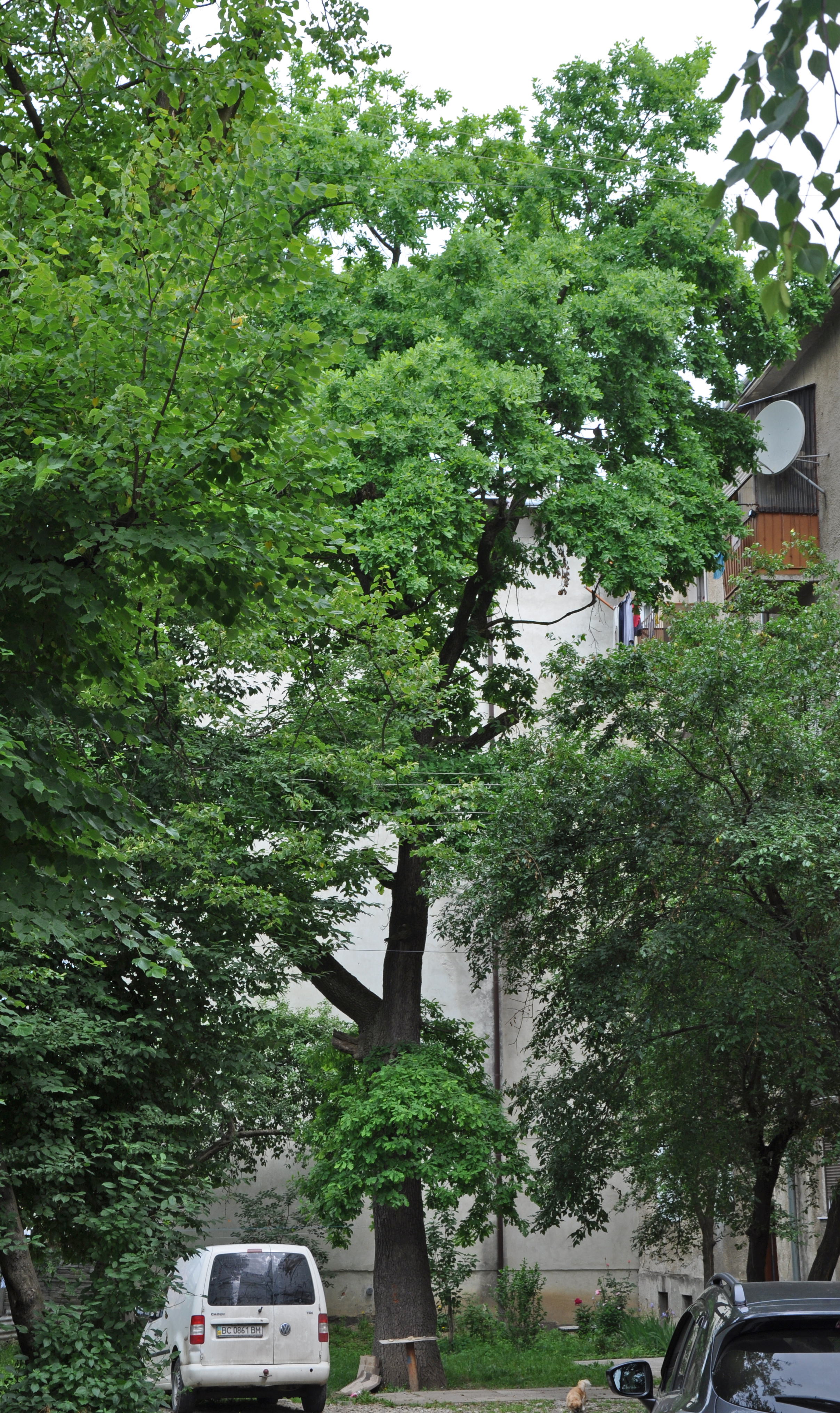
Віковий дуб

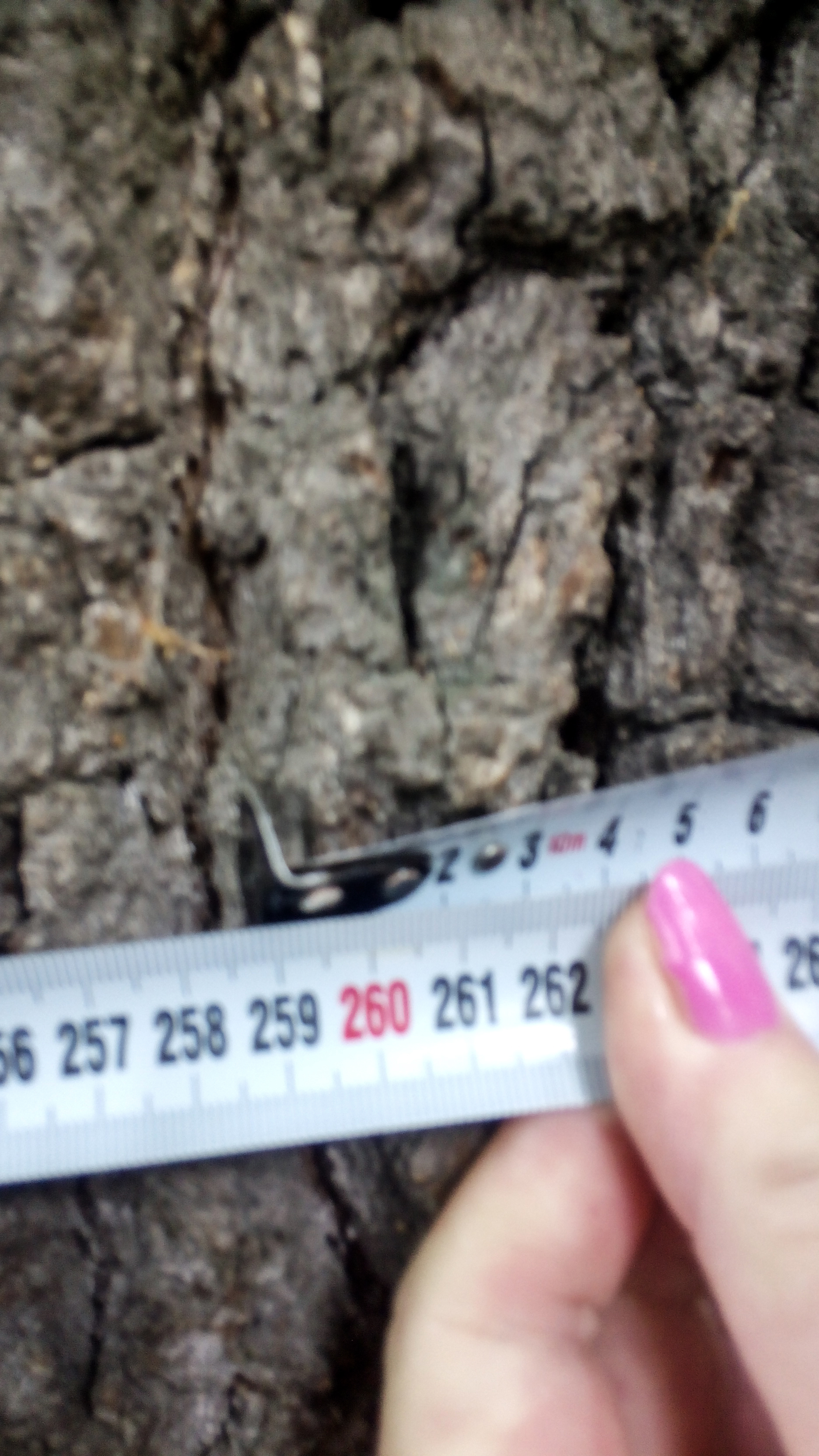
Об'єм дуба